# Иван Петелов
Иван Георгиев Петелов е български революционер, деец на Вътрешната македоно-одринска революционна организация.

## Биография
Илия Пеев е роден в 1858 година в неврокопското село Боржоза, тогава в Османската империя, днес Драгостин, България. Присъединява се към ВМОРО и в 1903 година заминава за Свободна България за доставяне на оръжие. Присъединява се към четата на Иван Куманичлията. Открит е от османските власти в Балдево, Неврокопско, където води сражение. Оттегля се в България и след няколко месеца отново навлиза в Македония с четата на войводата Никола Пазарджиклията, с която участва в Илинденско-Преображенското въстание. Участва в изгарянето на помашкото село Рибново, Неврокопско и в сражението на границата.
На 5 март 1943 година, като жител на Драгостин, подава молба за българска народна пенсия, която е одобрена и пенсията е отпусната от Министерския съвет на Царство България.